# Emblemasoma falcifera
Emblemasoma falcifera är en tvåvingeart som beskrevs av Henry J. Reinhard 1963. Emblemasoma falcifera ingår i släktet Emblemasoma och familjen köttflugor.
Artens utbredningsområde är Nevada. Inga underarter finns listade i Catalogue of Life.